# Ротаторија
Ротаторија (Rotatoria, Rotifera) су бескичмењаци микроскопске величине код којих се на предњем делу тела (глави) налази корона трепаља (цилијарна корона), на задњем делу стопало, а између ова два крајња дела је труп. Има их око 2000 врста које највише насељавају слатке и брактичне воде, мада има и оних које живе у морима и мочварама. 
Имају неке особине по којима су посебна група животиња, као што су:
- ћелијска, одноцно, једарна константност;
- анабиоза, када у полуосушеном стању могу да проведу дуг период у мировању и тада су врло отпорне на неповољне услове у спољашњој средини; истовремено у таквом стању ветар или животиње их могу пренети на велика одстојања; фасцинанатан податак је да у стању анабиозе могу да проведу и 3-4 године, а када наступе повољни услови за њихов живот за само неколико минута се враћају у активност;
- код многих врста построје само женке које се размножавају партеногенетски.
- цикломорфоза, која се огледа у томе да женке могу да промене облик у току године под утицајем одређених срединских чиниоца; та способност је у вези са партеногенезом.

Начин живота ових сићушних животиња је разноврстан:
- неке врсте су сесилне;
- неке се крећу пузањем или пливањем;
- мањи број врста су епизоичне и паразитске;

Тело је покривено кутикулом која може да:
- у репном региону буде у виду прстенова па тај део изгледа као да је сегментисан.
- око тела награди кућицу (лорику).

На главеном делу се налазе:
- уста која се налазе на трбушној страни и окружена су короном од трепаља по којој су добиле латинско име јер рад трепаља изгледа као точкови који се окрећу; помоћу њих се крећу и потискују храну ка устима; уста се настављају у ждрело у облику органа за жвакање, мастракса (mastrax) изграђеног од кутикуларних делова;
- чекиње;
- појединачне очи и парне очне мрље;

Труп садржи многобројне израштаје у виду:
- чекиња
- туберкула
- трноликих израштаја
- дорзалне и латералне антене са многобројним длачицама.

На граници између трупа и стропала, на средини леђне стране налази се анални отвор.
Стопало се завршава:
- израштајима којих има највише четири;
- лепљивим диском.

### Класификација
Овај тип животиња подељен је на три класе:
1. сеизонаце (Seisonacea) су искључиво морске врсте које воде епизоичан начин живота на раковима са најпознатијим родом:
  - Сеизон (Seison);
2. бделоиде (Bdelloidea) су слободноживеће, искључиво слатководне врсте женки које се размножавају партеногенетски; представници су родови:
  - филодина (Philodina);
  - ротифер (Rotifera)
  - ротаториа
3. моногононте (Monogononta) су искључиво слатководне врсте са израженим полним диморфизмом које се могу размножавати полно или партеногенезом; родови су:
  - педалиа (Pedalia)
  - тестудинела (Testudinella)
  - калотека (Callotheca)
  - нотомата (Notommata)
  - брахионус (Brachionus)
  - кератела (Keratella)
  - филинија (Filinia)
  - полиартра (Polyarthra)